# Alexander Hacks
Alexander Hacks, död 1740, var en finländsk författare.
Hacks blev student 1722 och var sedermera advokat i Åbo hovrätt. Han författade ett antal tillfällighetsverser, av vilka de båda så kallade Eskolagubbens visor (1732 och 1735) genom sin humoristiska teckning av en känd åboborgare och sin parodierande finsk-svenska språkform vann en mer än hundraårig livlig popularitet i Finland (senaste trycket 1887).